# Inga Ibsdotter Lilleaas
Inga Ibsdotter Lilleaas, född 9 april 1989 i Gol i Norge, är en norsk skådespelerska.
Inga Ibsdotter Lilleaas är utbildad inom teaterproduktion och skådespeleri vid Nord universitet. Hon har bland annat medverkat i filmerna A Beautiful Life och Sentimental Value. I båda filmerna innehade hon en av huvudrollerna.

## Roller i urval
- 2023 – A Beautiful Life
- 2025 – Sentimental Value